# Goldkehl-Waldsänger
Der Goldkehl-Waldsänger (Setophaga dominica, Syn.: Dendroica dominica) ist ein kleiner Vogel aus der Gattung der Baumwaldsänger (Setophaga) in der Familie der Waldsänger (Parulidae).
Goldkehl-Waldsänger haben eine gelbe Kehle und einen gelben oberen Brustbereich. Das Oberseitengefieder hat eine gräuliche Farbe mit dunkelgrauen Flügeldecken, auf denen sich jeweils zwei weiße Flügelstäbe befinden. Das Unterseitengefieder ist weiß. Die Krone und die Stirn sind schwarz und über den Augen zieht sich etwas nach hinten und in den Backenbereich ein schwarzes Federkleid. Der Rest des Kopfes ist weiß. 
Goldkehl-Waldsänger brüten von Zentraltexas  bis nach Zentralflorida, von Südkansas bis in den Norden von Illinois und den Osten von Pennsylvania. Den Winter verbringen sie im Süden von Florida, auf den Bahamas, im Osten von Mexiko bis nach Nicaragua.  